# Sumpfwallaby
Das Sumpfwallaby (Wallabia bicolor) ist eine Beuteltierart aus der Familie der Kängurus (Macropodidae). Es weist einige Besonderheiten im Körperbau und in der Fortpflanzungsweise auf und wird deshalb nicht wie die anderen Wallabys in der Gattung Macropus, sondern in einer eigenen Gattung, Wallabia, eingeordnet.

## Beschreibung

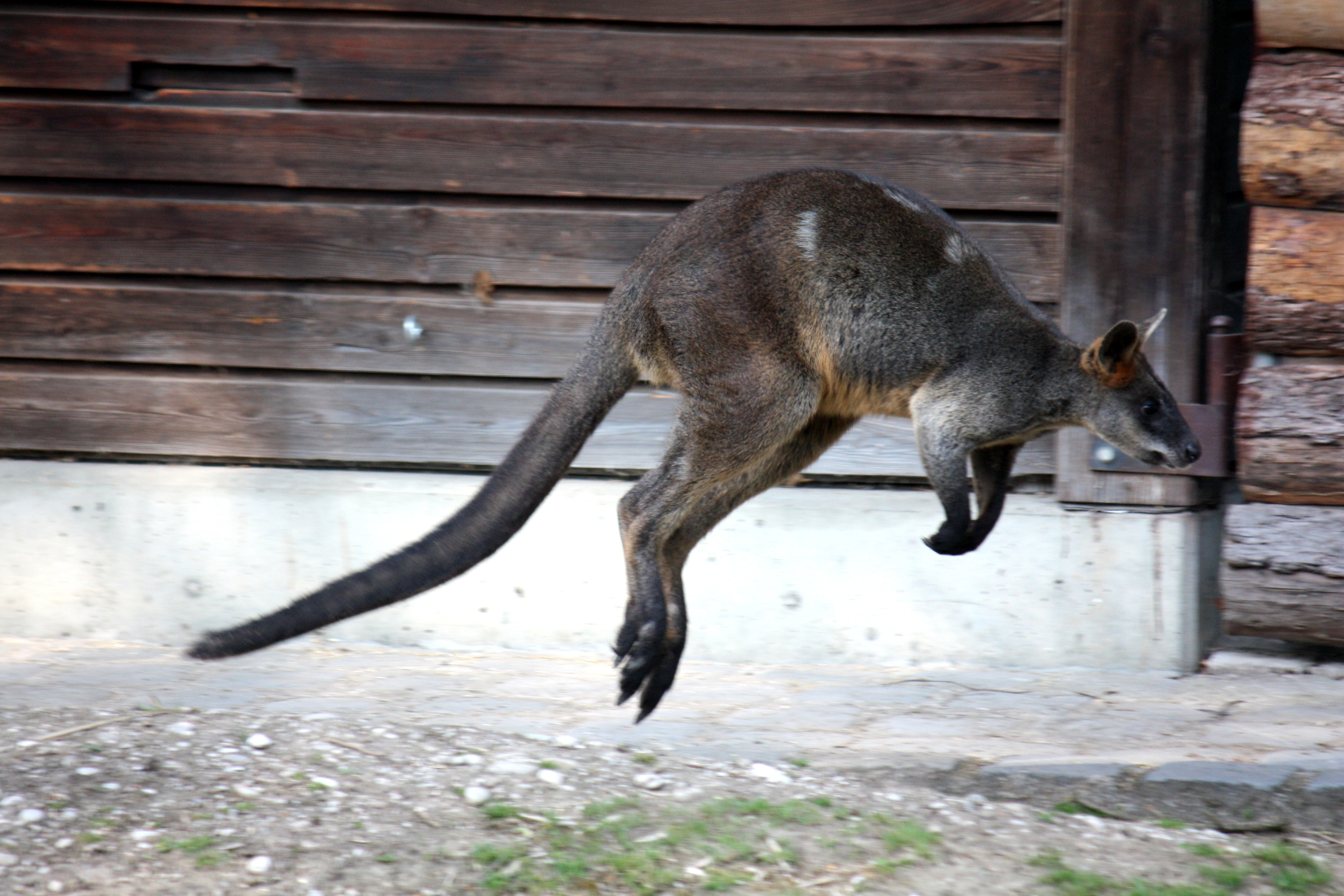
Sumpfwallaby im Sprung

Sumpfwallabys sind durch das lange, raue Fell gekennzeichnet, das eine typische Färbung aufweist: Der Rücken und der Kopf sind rotbraun, der Bauch orange und die Flanken manchmal schwarz. Charakteristisch ist ein weißer Gesichtsstreifen, der sich vom Mund zum Ohr erstreckt. Ihr Körperbau ist wie bei den meisten Kängurus durch den langen, kräftigen Schwanz, die muskulösen Hinterbeine und die kurzen Vorderbeine charakterisiert. Die Tiere erreichen eine Kopfrumpflänge von 67 bis 85 cm, eine Schwanzlänge von 64 bis 86 cm und ein Gewicht von 10 bis 20 kg, wobei Männchen deutlich schwerer als Weibchen werden.

## Verbreitung und Lebensraum

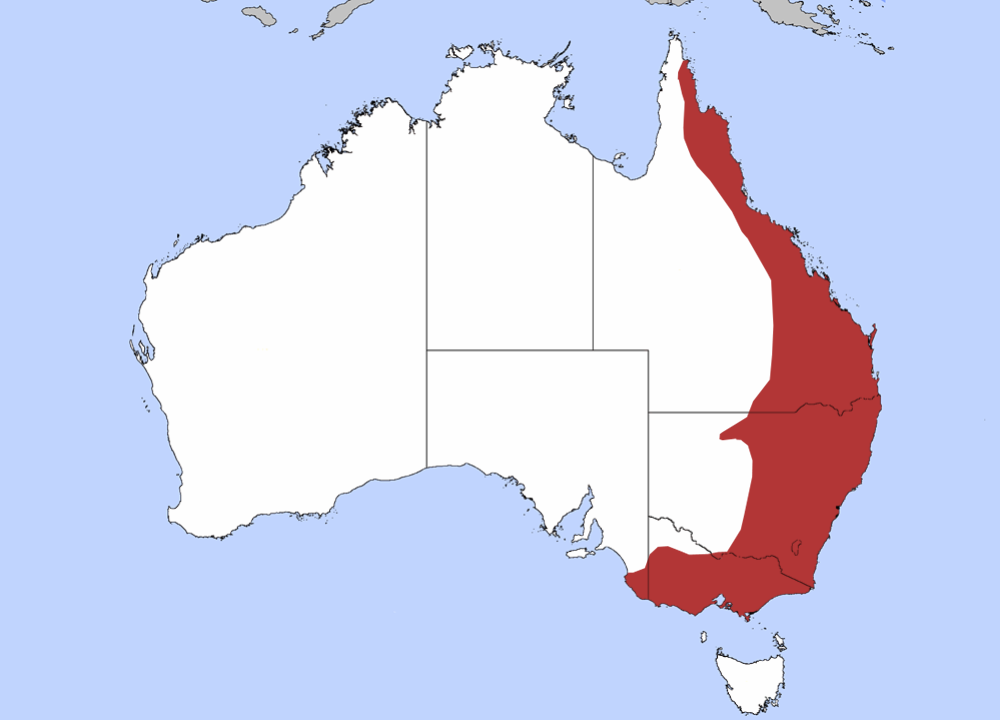
Verbreitungsgebiet des Sumpfwallabys

Sumpfwallabys sind im östlichen und südöstlichen Australien verbreitet, ihr Verbreitungsgebiet reicht vom östlichen Queensland bis Victoria und dem östlichen South Australia. Anders als ihr Name es vermuten lässt, leben diese Tiere nicht nur in Sümpfen und Mangrovenwäldern, sondern auch in Wäldern und offenem Grasland.

## Lebensweise

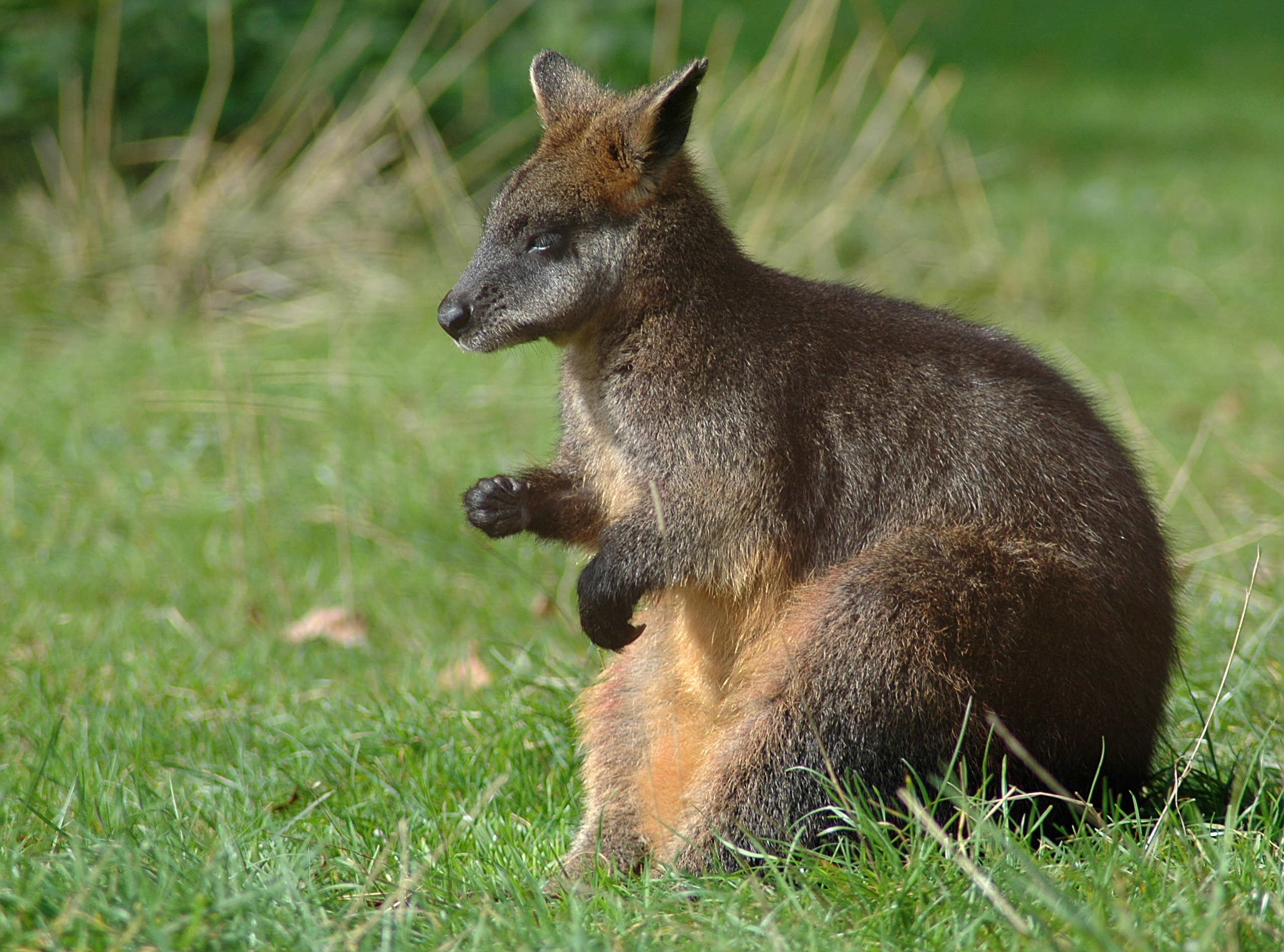
Ein Sumpfwallaby

Sumpfwallabys sind nachtaktive Einzelgänger. Sie bewohnen ein festes Revier, zeigen aber kein Territorialverhalten; an geeigneten Futterstellen können viele Tiere zusammentreffen. Ihre Fortbewegung ist oft ein leichtes Hüpfen mit tief gebeugtem Kopf, bei der Nahrungsaufnahme bewegen sie sich auch auf allen vieren fort. Sie sind Pflanzenfresser, die sich von Gräsern, Blättern und Baumrinde ernähren.

## Fortpflanzung
Weibliche Tiere haben einen nach vorn geöffneten Beutel mit vier Zitzen. Nach rund 33- bis 38-tägiger Tragzeit kommt meistens ein einzelnes Jungtier zur Welt. Eine Besonderheit dieser Tiere ist, dass sich das Weibchen bereits drei bis sieben Tage vor der Geburt erneut paart. Der neugezeugte Embryo bleibt in der Gebärmutter, wächst aber erst heran, sobald das ältere Jungtier entwöhnt wird oder stirbt. Mit dieser verzögerten Geburt stellen die Tiere eine rasche Geburtsfolge sicher; alle acht Monate kann so Nachwuchs zur Welt gebracht werden. Jungtiere verbringen acht bis neun Monate im Beutel und werden mit rund 15 Monaten geschlechtsreif. Die Lebenserwartung wird auf maximal 15 Jahre geschätzt.

## Bestand
Obwohl der Lebensraum der Sumpfwallabys durch menschliche Einflussnahme etwas verringert wurde, sind sie immer noch häufig und weitverbreitet. Sie zählen nicht zu den bedrohten Arten.
In Deutschland wird die Art fünfmal in zoologischen Einrichtungen gepflegt.

## Parasiten
Maplestonema typicum ist ein, bislang nur im Magen des Sumpfwallabys nachgewieser Fadenwurm, der allerdings kaum erforscht ist.

## Belege
1. ↑  ZTL, abgerufen am 26. Dezember 2020.
2. ↑  Konstantin Iwanowitsch Skrjabin: Key to Parasitic Nematodes: Volume 3: Strongylata. BRILL, 2023, ISBN 978-90-04-63042-0, S. 163.